# New Central Airlines

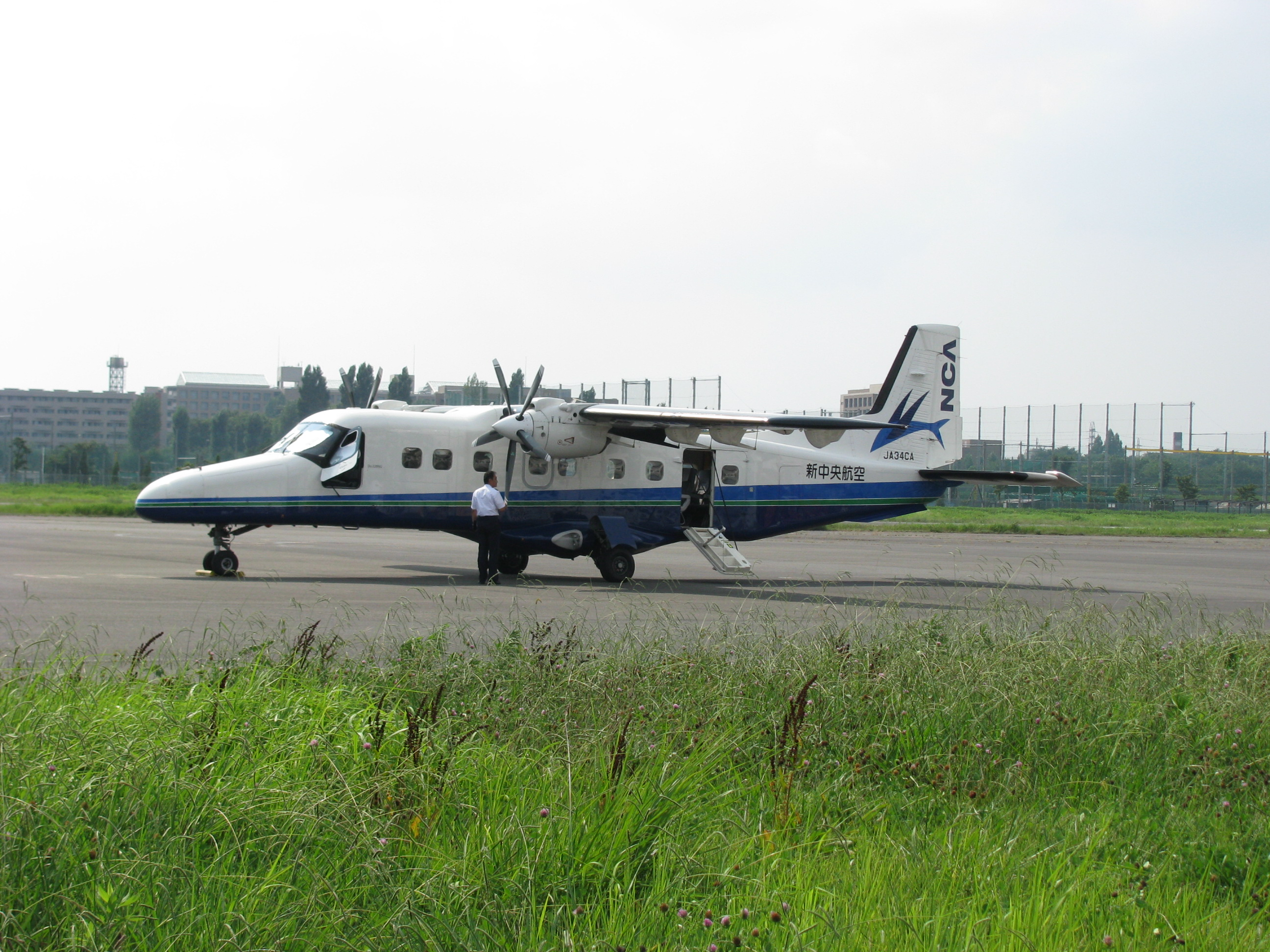
Nave de New Central Airlines en el Aeropuerto de Chōfu.

New Central Air Corporation (新中央航空株式会社 Shin Chūō Kōkū Kabushiki-gaisha?), o NCA, es una aerolínea con sede en el campo de vuelos Ryūgasaki Airfield  (龍ヶ崎飛行場 Ryūgasaki Hikōjō?) en la ciudad de Ryūgasaki, Prefectura de Ibaraki, Japón. Opera vuelos de cabotaje y su base de operaciones principal es el Aeropuerto de Chōfu, Tokio.

## Destinos
Opera vuelos desde el Aeropuerto de Chōfu, en Tokio a las islas de Kozushima, Niijima, e Izu Ōshima (Aeropuerto de Oshima).

## Flota
La flota de New Central Air consiste de las siguientes aeronaves (en marzo de 2009):
- 2 × Britten-Norman BN2B-20 Islander
- 3 × Dornier 228-212